# القبقبة (فرع العدين)

تعديل مصدري - تعديل

القبقبة هي إحدى قرى عزلة المسيل بمديرية فرع العدين التابعة لمحافظة إب، بلغ تعداد سكانها 1168 نسمة حسب تعداد اليمن لعام 2004.